# Vardavar

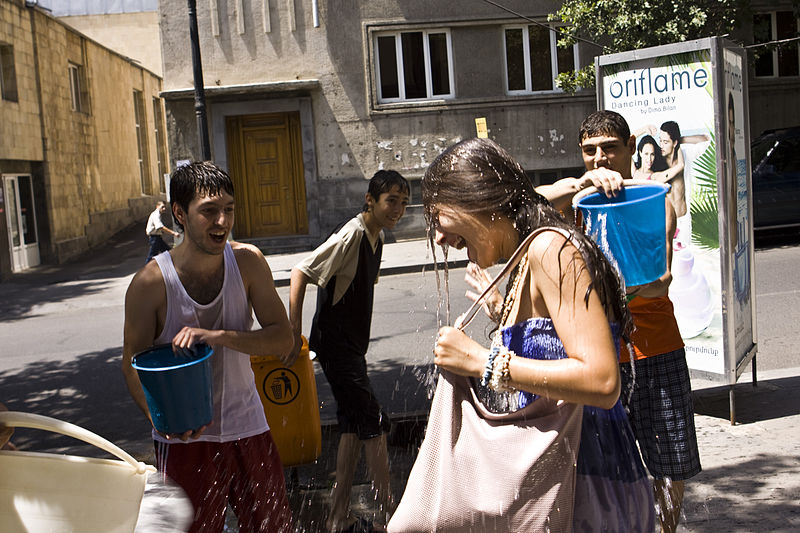
Vardavar em Ierevã, 2011

O Vardavar ou Vartavar (em armênio/arménio:  Վարդավառ, transl. vardavaṙ (AOr), vartavaṙ (AOc), homshetsi: Vartevor ou Behur) é um festival armênio, onde as pessoas jogam água umas nas outras. O festival também é celebrado pelos hemichis da Turquia, um grupo de maioria muçulmana de origem armênia. Ele é celebrado 98 dias após a Páscoa.

## Origens
Embora agora seja uma tradição cristã, celebrando a transfiguração de Jesus Cristo, a história do Vardavar remonta aos tempos pagãos da Armênia. O antigo festival é tradicionalmente associado à deusa Astlique, que era a deusa da água, beleza, amor e fertilidade. As festividades associadas a esta observância religiosa de Astlique foram nomeadas de "Vartavar" porque os armênios ofereciam suas rosas como forma de celebração e jogavam água de rosas uns nos outros para honrar a deusa, além disso, a lenda afirmava que Astlique despejava água de rosas e assim espalhava o amor durante o período das festividades, que coincidia com o período de colheitas.

## Vardavar International Festival
A Federation of Youth Clubs of Armenia organiza anualmente o "Vardavar International Festival", que é um festival educacional e cultural. Sua primeira edição ocorreu mosteiro medieval de Guelarde e no antigo templo pagão de Garni. O festival tem como objetivo apresentar a cultura nacional e tradicional armênia.
Além das celebrações, a tradicional cerimônia de jogar água uns nos outros e dar bênçãos aos jovens, canções folclóricas armênias também são incluídas e tocadas pelo Ensemble Vocal Nairyan. Pavilhões temáticos do feriado de Vardavar representam as tradições e trabalhos feitos à mão de diferentes regiões da Armênia.